# Оберзульм
Оберзульм (нім. Obersulm) — громада в Німеччині, знаходиться в землі Баден-Вюртемберг. Підпорядковується адміністративному округу Штутгарт. Входить до складу району Гайльбронн.
Площа — 31,07 км2. Населення становить 13 989 ос. (станом на 31 грудня 2020).